# Gryazev-Shipunov GSh-6-23
GSh-6-23 (ГШ-6-23) hay TKB-613 (ТКБ-613) (mã GRAU: 9-А-620) là loại pháo tự động sáu nòng xoay do Konstruktorskoe Buro Priborostroeniya (Конструкторское бюро приборостроения) ở Tula tại Liên Xô phát triển dưới sự chỉ đạo của Vasiliy Petrovich Gryazev và Arkadiy Georgiyevich Shipunov cho các loại máy bay quân sự sử dụng. Nó có tốc độ bắn cực nhanh đến 10.000-12.000 viên/phút và là loại pháo có tốc độ bắn nhanh nhất trên thế giới từng được sử dụng hiện tại (nhanh hơn cả M134 Minigun và M61 Vulcan của Mỹ vốn có tốc độ bắn là 5.000 viên/phút). Gắn trên các loại máy bay MiG-27, MiG-31 và Su-24, pháo được dùng cho việc không chiến cũng như đánh chặn các tên lửa hành trình. Các khẩu GSh-6-23 cũ đã được ngừng sử dụng và thay bằng mẫu nâng cấp GSh-6-23M hoạt động tốt hơn.

## Thiết kế
GSh-6-23 sử dụng cơ chế nạp đạn bằng khí nén với piston, khi bắn một lượng khí nén được trích ra để làm piston chuyển động tới lui và chuyển động này sẽ được chuyển thành chuyển động quay để súng hoạt động chứ không sử dụng mô tơ điện để xoay nòng.
Ban đầu súng sử dụng khí nén bắn viên đạn để khởi động chu kỳ quay của súng và sau một thời gian thì súng mới đạt đủ tốc độ bắn. Mẫu nâng cấp M sử dụng một hệ thống khởi động mới, sử dụng một khối thuốc nổ giống như pháo khi kích hoạt nó sẽ tạo ra một lực nén rất mạnh ép nòng súng xoay với tốc độ gần như tối đa để bắn mà không cần thời gian gia tốc từ từ. Súng chứa sẵn 10 khối này để sử dụng cho các đợt bắn khác nhau. Cơ chế điểm hỏa của súng là điện 27V.
Súng cũng từng sử dụng trực tiếp dây đạn để nạp đạn tuy nhiên sau đó nó đã được thay thế trong mẫu M bằng kiểu băng truyền, các viên đạn sẽ độc lập với nhau và được truyền đến nơi nạp đạn vì cách nạp đạn trực tiếp bằng dây tỏ ra không đáng tin với tốc độ bắn cực cao. Pháo có thể sử dụng các loại đạn như đạn nổ mảnh, đạn cháy, đạn xuyên giáp, đạn xuyên giáp gây cháy...

## Biến thể
- GSh-6-23M: Mẫu nâng cấp hoạt động tốt hơn thay thế cho mẫu gốc GSh-6-23 khi một số nhược điểm trong thiết kế cũ phát sinh và bị cho ngừng sử dụng.